# スコゥガフォス
スコゥガフォス（アイスランド語: Skógafoss [ˈskouː(ɣ)aˌfɔsː]）はアイスランド島南部にある滝である。スコゥグアゥ川にかかっている。名前は「スコゥガル（雑木林）の滝」を意味する。

## 概要
滝のある崖は、かつては海に面していたと考えられている。陸地が広がった際（スコゥガル）から約5 kmと考えられている）にも海岸の崖の地形はそのまま残り、周辺の数百キロにわたって一部の山地とともに、もともと海底だった低地と、その前から陸地だったアイスランド中央高地との明瞭な境界となっている。
スコゥガフォスは幅 25メートル (82フィート)、落差 60 m (200 ft) でアイスランドで最大級の滝である。晴天時には、落水により生じる水煙により一重あるいは二重の虹が見られる。
滝の東側をトレッキング・コースが走っており、エイヤフィヤトラヨークトルとミールダルスヨークトルの間にあるフィムヴェルズハウルスに通じている。トレッキング・コースは逆方向ではソゥルスメルクに行き、そこからランドマンナロイガルまでをロイガヴェーグルがつないでいる。

## 伝承
スコゥガフォスには、ヴァイキングの財宝にまつわる伝承がある。それによると、この地に最初に入植したヴァイキングであるソラシ・ソゥロゥルフソン（Þrasi Þórólfsson）がスコゥガフォスの裏側に財宝を埋めた。後になって近隣住民の少年が滝の裏で箱を見つけたが、その時は側面の把手（の輪）をつかむことができたのみで、再び箱は失われたとされている。スコゥガルにある民族博物館には、その把手とされる輪が展示されている。